# ThinkPad T61
ThinkPad T61 – ostatni model z serii T6x i następca T60. Produkowany był od maja 2007 do maja 2009. T61 jest również dostępny jako wariant T61p. Był produkowany przez firmę Lenovo.

## Specyfikacja Techniczna[2]

### Procesory
- Intel Core 2 Duo T5250 (2 MB pamięci podręcznej, 1,5 GHz, magistrala FSB 667 MHz)
- Intel Core 2 Duo T5270 (2 MB pamięci podręcznej, 1,4 GHz, magistrala FSB 667 MHz)
- Intel Core 2 Duo T5450 (2 MB pamięci podręcznej, 1,66 GHz, magistrala FSB 800 MHz)
- Intel Core 2 Duo T5470 (2 MB pamięci podręcznej, 1,60 GHz, magistrala FSB 800 MHz)
- Intel Core 2 Duo T5550 (2 MB pamięci podręcznej, 1,83 GHz, magistrala FSB 667 MHz)
- Intel Core 2 Duo T5670 (2 MB pamięci podręcznej, 1,80 GHz, magistrala FSB 800 MHz)
- Intel Core 2 Duo T5750 (2 MB pamięci podręcznej, 2,00 GHz, magistrala FSB 667 MHz)
- Intel Core 2 Duo T5870 (2 MB pamięci podręcznej, 2,00 GHz, magistrala FSB 800 MHz)
- Intel Core 2 Duo T7100 (2 MB pamięci podręcznej, 1,80 GHz, magistrala FSB 800 MHz)
- Intel Core 2 Duo T7250 (2 MB pamięci podręcznej, 2,00 GHz, magistrala FSB 800 MHz)
- Intel Core 2 Duo T7300 (4 MB pamięci podręcznej, 2,00 GHz, magistrala FSB 800 MHz)
- Intel Core 2 Duo T7500 (4 MB pamięci podręcznej, 2,20 GHz, magistrala FSB 800 MHz)
- Intel Core 2 Duo T7700 (4 MB pamięci podręcznej, 2,40 GHz, magistrala FSB 800 MHz)
- Intel Core 2 Duo T7800 (4 MB pamięci podręcznej, 2,60 GHz, magistrala FSB 800 MHz)
- Intel Core 2 Duo T8100 (3 MB pamięci podręcznej, 2,10 GHz, magistrala FSB 800 MHz)
- Intel Core 2 Duo T8300 (3 MB pamięci podręcznej, 2,40 GHz, magistrala FSB 800 MHz)
- Intel Core 2 Duo T9300 (6 MB pamięci podręcznej, 2,50 GHz, magistrala FSB 800 MHz)
- Intel Core 2 Duo T9500 (6 MB pamięci podręcznej, 2,60 GHz, magistrala FSB 800 MHz)

### Procesor graficzny oraz wielkość matrycy
| Modele                                   | Rozmiar i format | Procesor Graficzny                |
| ---------------------------------------- | ---------------- | --------------------------------- |
| 8895, 8896, 8897, 8898, 8899, 8900, 8938 | T61 14,1" 4:3    | Intel GMA X3100                   |
| 8889, 8890, 8891, 8892, 8893, 8894, 8939 | T61 14,1" 4:3    | NVIDIA NVS140M 128MB/FX570M 256MB |
| 6378, 6379, 6380, 7658, 7659, 7660, 7661 | T61 14,1" 16:10  | Intel GMA X3100                   |
| 1959, 6377, 6481, 7662, 7663, 7664, 7665 | T61 14,1" 16:10  | NVIDIA NVS140M 128MB/FX570M 256MB |
| 6463, 6464, 6465, 6466, 6467, 6468, 6471 | T61 15,4" 16:10  | Intel GMA X3100                   |
| 6457, 6458, 6459, 6460, 6461, 6462, 6470 | T61 15,4" 16:10  | NVIDIA NVS140M 128MB/FX570M 256MB |

### Matryca
- 14,1" 1024 × 768 XGA TFT
- 14,1" 1400 × 1050 SXGA+ TFT
- 14,1" 1280 × 800 WXGA TFT
- 14,1" 1440 × 900 WXGA+ TFT
- 15,4" 1280 × 800 WXGA TFT
- 15,4" 1680 × 1050 WSXGA+ TFT

### Dysk twardy
Interfejs: SATA
Pojemności: 60 GB, 80 GB, 100 GB, 120 GB lub 160 GB.

### Rozszerzenia
UltraBay Slim z jednym z następujących komponentów:
- Napęd DVD-ROM UltraBay Slim
- Napęd UltraBay Slim CD-RW/DVD-ROM Combo II
- Napęd UltraBay Slim Super Multi-Burner

### Złącza
- PCMCIA Typ I/II
- ExpressCard
- Złącze dokujące
- Modem
- LAN
- Kensington Lock
- FireWire
- VGA
- 3x USB 2.0
- Wejście Słuchawkowe
- Wejście mikrofonowe

### Pojemności akumulatora
Ekran 4:3 14,1 cala
- 6-ogniwowa bateria 5200 mAh, 10,8 V
- 9-ogniwowa bateria 7200 mAh, 10,8 V (wystająca)

Ekran 16:10 14,1 cala
- 4-ogniwowa bateria 2700 mAh, 14,4 V
- 6-ogniwowa bateria 5200 mAh, 10,8 V (wystająca)
- 7-ogniwowa bateria 5200 mAh, 14,4 V (wystająca)
- 9-ogniwowa bateria 7200 mAh, 10,8 V (wystająca)

Ekran 16:10 15,4 cala
- 6-ogniwowa bateria 5200 mAh, 10,8 V
- 9-ogniwowa bateria 7200 mAh, 10,8 V (wystająca)

### Wymiary
- 14,1 cala 4:3:
  - 313 × 255 × 27,5 mm [przód]/32,4 mm [tył] (ze standardowym akumulatorem)
  - 2,28 kg (ze standardową baterią i napędem optycznym)
- Wariant z ekranem panoramicznym 14,1 cala 16:10:
  - 335,5 × 237 × 30,0 mm [przód]/34,9 mm [tył] (ze standardowym akumulatorem)
  - 2,40 kg (ze standardową baterią i napędem optycznym)
- 15,4 cala 16:10:
  - 357,5 × 255 × 29,7 mm [przód]/33,5 mm [tył] (ze standardowym akumulatorem)
  - 2,7 kg (ze standardową baterią i napędem optycznym)

## Cechy szczególne
- Wbudowany podsystem zabezpieczeń IBM 2.0
- System aktywnej ochrony IBM
- Czytnik linii papilarnych (w niektórych modelach)
- ThinkPad Bluetooth z ulepszoną szybkością transmisji danych (BDC-2) (w wybranych modelach)
- UltraNav (kombinacja TrackPoint/Touchpad)
- Technologia Intel Active Management (w wybranych modelach)
- Kamera internetowa nad wyświetlaczem (tylko kilka modeli o szerokości 14,1 cala)

## Najczęściej występujące problemy[3]

### Awaria BIOSu
Objawy: brak obrazu na matrycy przy włączaniu laptopa, brak reakcji na przycisk włączenia

### Uszkodzony procesor graficzny
Objawy: Zakłócenia obrazu, brak obrazu na matrycy

### Uszkodzony układ zasilania
Objawy: brak jakiejkolwiek reakcji na ładowarkę